# Tomb Raider (sê-ri)
Tomb Raider, hoặc được biết với cái tên Lara Croft: Tomb Raider vào giữa năm 2001 và 2008 là một thương hiệu truyền thông có nguồn gốc từ một loạt trò chơi điện tử phiêu lưu hành động được tạo ra bởi công ty trò chơi điện tử của Anh Core Design. Trước đây thuộc sở hữu của Eidos Interactive, sau đó là Square Enix Châu Âu sau khi Square Enix mua lại Eidos vào năm 2009. Trò chơi xoay quanh nhà khảo cổ học hư cấu người Anh Lara Croft, người đi khắp thế giới để tìm kiếm những món đồ tạo tác bị thất lạc và xâm nhập vào những ngôi mộ và tàn tích nguy hiểm. Lối chơi thường tập trung vào việc khám phá môi trường, giải câu đố, điều hướng môi trường thù địch đầy cạm bẫy và chiến đấu với kẻ thù. Các phương tiện truyền thông khác đã được phát triển cho thương hiệu truyền thông dưới dạng phim chuyển thể, truyện tranh và tiểu thuyết.
Sự phát triển của Tomb Raider, trò chơi điện tử đầu tiên, bắt đầu vào năm 1994; nó được phát hành vào tháng 10 năm 1996. Thành công quan trọng về mặt thương mại của trò chơi đã thúc đẩy Core Design phát triển các phiên bản mới hàng năm trong bốn năm tiếp theo, điều này gây căng thẳng cho đội ngũ nhân viên. Trò chơi thứ sáu, Tomb Raiderː The Angel of Darkness, gặp khó khăn trong quá trình phát triển và được coi là một thất bại khi phát hành. Điều này đã thúc đẩy Eidos chuyển giao nhiệm vụ phát triển sang Crystal Dynamics, nhà phát triển chính của series đến tận bay giờ. Các nhà phát triển khác đã đóng góp vào các spin-off và đưa lên các nền tảng khác.
Trò chơi Tomb Raider đã bán được hơn 81 triệu bản trên toàn thế giới. Sê-ri nói chung đã nhận được sự hoan nghênh của giới phê bình và được đánh giá là một trong những tác phẩm tiên phong của thể loại phiêu lưu hành động. Lara Croft đã trở thành một trong những nhân vật chính trong trò chơi điện tử nổi tiếng nhất, giành được nhiều giải thưởng và giành được vị trí trên Walk of Game và Kỷ lục Guinness Thế giới. Cùng với việc được ca ngợi vì là tiên phong trong việc có nhân vật nữ chính trong trò chơi điện tử, cô ấy còn là chủ đề tranh cãi do sức hấp dẫn nữ giới của cô ấy được dùng để tiếp thị.

## Dòng trò chơi
Sáu trò chơi đầu tiên trong sê-ri được phát triển bởi Core Design, một công ty trò chơi điện tử của Anh thuộc sở hữu của Eidos Interactive. Sau khi trò chơi thứ sáu trong loạt game được phát hành với sự đón nhận nồng nhiệt vào năm 2003, việc phát triển đã được chuyển giao cho công ty Crystal Dynamics của Mỹ và đã tiếp tục phát triển sê-ri đến tận bây giờ. Kể từ năm 2001, các nhà phát triển khác đã đóng góp vào việc đưa trò chơi chính lên nền tảng khác hoặc với sự phát triển của các tựa game spin-off.

### Phần chính
Phiên bản đầu tiên trong series, Tomb Raider được phát hành vào năm 1996 cho PC, PlayStation và máy chơi game Sega Saturn. Phiên bản Saturn và PlayStation được phát hành tại Nhật Bản vào năm 1997. Phần tiếp theo của series, Tomb Raider II, ra mắt vào năm 1997, một lần nữa cho Microsoft Windows và PlayStation. Một tháng trước khi phát hành, Eidos đã hoàn tất thỏa thuận với Sony Computer Entertainment phát triển các phiên bản console của Tomb Raider II và các phiên bản khác trong tương lai độc quyền cho PlayStation cho đến năm 2000. Phiên bản PlayStation được phát hành tại Nhật Bản vào năm 1998. Tomb Raider III ra mắt vào năm 1998. Giống với Tomb Raider II, phiên bản PlayStation được phát hành tại Nhật Bản vào năm sau. Tựa game thứ tư trong series, Tomb Raider: The Last Revelation, phát hành vào năm 1999. Năm 2000, với việc kết thúc thỏa thuận độc quyền với PlayStation, trò chơi cũng được phát hành trên Dreamcast. Tại Nhật Bản, cả hai phiên bản console đều được phát hành vào năm
 sau. Tomb Raider Chronicles được phát hành vào năm 2000 trên cùng nền tảng với Tomb Raiderː The Last Revelation, với phiên bản PlayStation tại Nhật được ra mắt vào năm sau.
Sau ba năm, Tomb Raider: The Angel of Darkness được phát hành trên Microsoft Windows và PlayStation 2  vào năm 2003. Phiên bản PlayStation 2 được phát hành tại Nhật Bản cùng năm đó. Phiên bản kế nhiệm, Tomb Raider Legend, được phát hành trên toàn thế giới vào năm 2006 cho Microsoft Windows, PlayStation 2, PlayStation 3, Xbox, Xbox 360, PlayStation Portable, GameCube, Game Boy Advance  và Nintendo DS. Các phiên bản Xbox 360, PlayStation 2 và PlayStation Portable được phát hành tại Nhật Bản cùng năm. Một năm sau, trò chơi làm lại của phiên bản đầu tiên có tên Tomb Raider: Anniversary được phát hành trên toàn thế giới vào năm 2007 cho Microsoft Windows, PlayStation 2, PlayStation 3, PlayStation Portable, Xbox 360 và Wii. Trò tiếp theo, Tomb Raider: Underworld, được phát hành vào năm 2008 trên Microsoft Windows, PlayStation 3, PlayStation 2, Xbox 360, Wii và DS. Các phiên bản PlayStation 3, PlayStation 2, Xbox 360 và Wii được phát hành tại Nhật Bản vào năm 2009.
Năm 2011, The Tomb Raider Trilogy được phát hành cho PlayStation 3 dưới dạng bản phát hành tổng hợp bao gồm Anniversary và Legend được làm lại ở độ phân giải HD, cùng với phiên bản PlayStation 3 của Underworld. Đĩa bao gồm hình đại diện cho PlayStation Home, Gói chủ đề, Danh hiệu mới, video Nhật ký của nhà phát triển cho ba trò chơi và đoạn giới thiệu của Lara Croft và Guardian of Light dưới dạng nội dung thưởng.
Bản khởi động lại toàn bộ series, có tên Tomb Raider, đã được phát hành trên toàn thế giới vào năm 2013 cho Microsoft Windows, PlayStation 3 và Xbox 360. Phần tiếp theo của series, Rise of the Tomb Raider, được phát hành vào năm 2015 trên Xbox 360 và Xbox One. Trò chơi là một phần của thỏa thuận độc quyền trong một khoảng thời gian với Microsoft. Các phiên bản cho PlayStation 4 và Microsoft Windows được phát hành vào năm 2016. Vào tháng 11 năm 2017, Square Enix thông báo rằng Shadow of the Tomb Raider sẽ được tiết lộ vào năm 2018. Vào tháng 3 năm 2018, Shadow of the Tomb Raider đã được Square Enix xác nhận. Nó được phát hành trên toàn thế giới trên PlayStation 4, Xbox One và Microsoft Windows vào ngày 14 tháng 9 năm 2018. Một trò chơi arcade hiện thân của series đã được công bố vào năm 2018, sẽ được phát hành bởi Bandai Namco Amusements.
| 1996 | Tomb Raider                          |
| 1997 | Tomb Raider II                       |
| 1998 | Tomb Raider III                      |
| 1999 | Tomb Raider: The Last Revelation     |
| 2000 | Tomb Raider                          |
| 2000 | Tomb Raider Chronicles               |
| 2001 | Tomb Raider: Curse of the Sword      |
| 2002 | Tomb Raider: The Prophecy            |
| 2003 | Tomb Raider: The Angel of Darkness   |
| 2004 |                                      |
| 2005 |                                      |
| 2006 | Tomb Raider: Legend                  |
| 2007 | Tomb Raider: Anniversary             |
| 2008 | Tomb Raider: Underworld              |
| 2009 |                                      |
| 2010 | Lara Croft and the Guardian of Light |
| 2011 |                                      |
| 2012 |                                      |
| 2013 | Tomb Raider                          |
| 2014 | Lara Croft and the Temple of Osiris  |
| 2015 | Lara Croft: Relic Run                |
| 2015 | Lara Croft Go                        |
| 2015 | Rise of the Tomb Raider              |
| 2016 |                                      |
| 2017 |                                      |
| 2018 | Shadow of the Tomb Raider            |
| 2019 |                                      |
| 2020 |                                      |
| 2021 | Tomb Raider Reloaded                 |